# 17e régiment du génie parachutiste
Le 17e régiment du génie parachutiste (RGP) est une unité militaire française basée à Montauban (Tarn-et-Garonne). Il reprend par filiation de numéro les traditions du 17e régiment colonial du génie qui s'était illustré en 1945 lors de la seconde guerre mondiale.
En 1946 est créé en Algérie le 17e Bataillon du génie, unité parachutiste rattachée à la 25e division aéroportée.
Les sapeurs parachutistes s'illustreront au cours des guerres d'Indochine (1947/1955), de Corée (1950/1953) et d'Algérie (1954/1962).
Ils interviendront sur le canal de Suez (Égypte) en 1956, et à Bizerte (Tunisie) en 1961 et 1962.
Le 17e régiment du génie parachutiste fait aujourd'hui partie de la 11e brigade parachutiste au profit de laquelle il assure toutes les missions spécifiques du Génie d'assaut parachutiste dans un cadre d'emploi aéroporté, héliporté et mécanisé, telles que le franchissement d'assaut, la reconnaissance dans la profondeur, l'aide au déploiement, ainsi que les opérations de déminage et de dépollution (munitions, obus, engins explosifs...). Il est présent sans discontinuer depuis 1975 sur tous les théâtres opérationnels (Liban, Tchad, Nouvelle-Calédonie, Guyane, Pakistan, Kurdistan, Koweït, Cambodge, Somalie, Rwanda, Gabon, Mozambique, ex-Yougoslavie, Albanie, Kosovo, Afghanistan, Mali...).
Pour ces différents engagements le 17e RGP a été cité trois fois à l'ordre de l'armée, deux fois à l'ordre du corps d'armée, une fois à l'ordre de la brigade, trois de ses compagnies à l'ordre de l'armée (la 2) et à l'ordre du corps d'armée (la 1 et la 3), et une section à l'ordre de l'armée.

## Créations et différentes dénominations depuis 1944
- Créé le 1er mars 1944 à Port Lyautey au Maroc sous le nom de 17e régiment colonial du génie. Dissous le 16 novembre 1945.
- Créé le 1er août 1946 en Algérie, à partir du 91e Bataillon du génie, il est l'unité Génie parachutiste de la 25e Division aéroportée, sous le nom de 17e Bataillon du génie. La Compagnie 17/9 stationne à Hussein Dey, la 17/1 à Bougie, la 17/2 au Maroc, la 17/3 (qui sera créée en 1947) à Mont-de-Marsan. Le 1er novembre 1946 le 17e Bataillon du génie était devenu le Génie divisionnaire regroupant les compagnies no 17. Dissout avec la division en juillet 1948, il est créé le Groupement du Génie no 17 au sein du Centre des spécialités aéroportées jusqu'en février 1949.
- Le Groupement du Génie no 17 prend l'appellation 17e Bataillon du génie aéroporté le 15 février 1949 puis s'installe en métropole à Castelsarrasin (Tarn-et-Garonne) sous les noms successifs de 17e Bataillon du génie aéroporté, Centre d'instruction du génie aéroporté no 17 (1958), 17e Régiment du génie aéroporté (1963). Dissous le 30 juin 1971, deux compagnies de combat du Génie aéroporté subsistent et sont intégrées au sein de deux régiments parachutistes interarmes à Tarbes et Auch.
- Reconstitué à Montauban le 1er juillet 1974 sous le nom de 17e Régiment du génie aéroporté à partir des compagnies de Génie parachutistes des régiments interarmes, il s'installe au quartier Doumerc. Il prend l'appellation de 17e Régiment du génie parachutiste en 1978.

## Implantation actuelle
Le 17e RGP est basé au quartier Doumerc à Montauban (Tarn-et-Garonne), à 50 km au nord de Toulouse.

## Chefs de corps depuis 1963

### 17eR.G.A.P
- 1963-1963 : chef de bataillon Fanget
- 1963-1966 : lt-colonel Pantalacci (**)
- 1966-1968 : lt-colonel Campet
- 1969 1970 : lt-colonel Marinelli
- 1970-1971 : lt-colonel Du Boucher
- 1974-1976 : lt-colonel Martin
- 1976-1978 : lt-colonel Roger Le Bris

### 17eR.G.P
- 1978-1980 : colonel Roquejeoffre (****)
- 1980-1982 : colonel Ferrand (**)
- 1982-1984 : colonel Quesnot (*****)
- 1984-1986 : colonel Fauchier (***)
- 1986-1988 : colonel Magon de la Ville Huchet
- 1988-1990 : colonel Ranson (****)
- 1990-1992 : colonel Peyrefitte (**)
- 1992-1994 : colonel Dupré (***)
- 1994-1996 : colonel Cambournac (*****)
- 1996-1998 : colonel Pecchioli (***)
- 1998-2000 : colonel Szwed (***)
- 2000-2002 : colonel Berger (***)
- 2002-2004 : colonel Dominguez (****)
- 2004-2006 : colonel Kuntz (**)
- 2006-2008 : colonel Esparsa
- 2008-2010 : colonel Jouslin de Noray (****)
- 2010-2012 : colonel Poitou (***)
- 2012-2014 : colonel Valès
- 2014-2017 : colonel Tricand de la Goutte (**)
- 2017-2019 : colonel Thiébaut
- 2019-2021 : colonel Lamotte
- 2021-2023 : colonel Le Vey
- 2023-2025 :   colonel Zéni
- 2025-.... :   colonel Akil

N.B.: (**) général de brigade ; (***) général de division ; (****) général de corps d'armée, (*****) général d'armée.

## Historique depuis 1870
1870/71 : guerre franco-prussienne, création de la 17e Compagnie (2e Régiment du génie) : participation à la défense de Paris, Saint-Denis, Mont-Valérien, combats du Bourget, batailles de Champigny et de Buzenval, établissement de ponts sur la Marne.
1876 : création du 17e Bataillon du génie, intervient en Algérie.
1881 : 1 compagnie no 17 participe à l'expédition de Tunisie.
1912 : 4 compagnies no 17 participent à la pacification du Maroc.
1914/1918 : 23 compagnies du 17e Bataillon du génie combattent en Ardennes belges, Marne, Champagne, Artois, Verdun, Aisne, Flandres, Oise, Woëvre.
1916/1920 : 4 compagnies no 17 interviennent au Maroc, rattachées à la Division marocaine.
1923 : création du 17e Régiment du génie : le 1er bataillon du régiment stationne à Strasbourg, le second est détaché à l'Armée française du Rhin à Biebrich en Allemagne.
1928 : le 17e Régiment du génie devient le 1er Régiment du génie.
1940 : 2 compagnies du génie no 17 combattent dans l'Oise. Création du 17e Bataillon à Castelsarrasin (Tarn-et-Garonne) qui deviendra le 5e Bataillon du génie.
1944/1945 : création du 17e Bataillon colonial du génie au Maroc. Il rejoint la Corse et combat de Toulon à Ulm (campagne de France et d'Allemagne) au sein de la 1re Armée (Rhin et Danube).
1946/1949 : en août 1946, création du 17e Bataillon du génie en Algérie rattaché à la 25e Division aéroportée. Il devient en novembre 1946 le Génie divisionnaire regroupant les compagnies no 17, puis en 1948 le Groupement du génie no 17 du Centre des spécialités aéroportées, et enfin création en 1949 à Hussein-Dey du 17e Bataillon du génie aéroporté dont les sapeurs parachutistes sont présents depuis 1946 en Algérie et au Maroc. Le Bataillon est transféré en métropole à Castelsarrasin en 1949 où il intègre sa compagnie créée à Mont-de-Marsan en 1947.
1947 : une section de sapeurs parachutistes intervient en Indochine au sein du 61e Bataillon colonial du génie.
1948 : une section de sapeurs parachutistes intervient en Indochine au sein du 71e Bataillon colonial du génie.
1948/1953 : 3 sections successives de sapeurs parachutistes du 17e Bataillon du génie aéroporté interviennent en Indochine.
1953 : regroupement des sections de sapeurs parachutistes d'Indochine du 17e Bataillon du génie aéroporté et du 71e Bataillon colonial du génie pour création de la 17e Compagnie parachutiste du génie qui intervient à Dien-Bien-Phu (opération Castor).
1950/1951 : engagement des volontaires du 17e Bataillon du génie aéroporté au Bataillon français de l'ONU (guerre de Corée).
1954 : création de la 3e Compagnie du génie aéroporté vietnamien en Indochine commandée et formée par des cadres de la 17e Compagnie parachutiste du génie.
1953/1962 : la 1re compagnie de combat du 17e Bataillon du génie aéroporté intervient en Algérie et devient en 1955 la 60e Compagnie du génie aéroporté rattachée à la 10e Division parachutiste. Elle intervient en 1956 à Suez (Égypte) et en 1961 à Bizerte (Tunisie).
1956/1962 : la 75e Compagnie du génie aéroporté issue de la 3e compagnie de combat du 17e Bataillon du génie aéroporté est rattachée à la 25e Division parachutiste d'Algérie. Elle devient en 1961 la 61e compagnie du génie aéroporté et intervient à Bizerte (Tunisie).
1958 : création du Centre d'instruction du génie aéroporté no 17 à Castelsarrasin.
1961/62 : création, conception et mise en activité du premier Centre d'entraînement commando (CEC) au Fort de Charlemont de Givet dans le département des Ardennes par la 61e Compagnie du génie aéroporté et le 1er Commando parachutiste. La Section de base de la 61e Compagnie du génie aéroporté devient Centre d'entraînement commando de la 11e Division légère d'intervention (11e DLI). Cette division parachutiste succède aux 10e et 25e Divisions parachutistes d'Algérie.
1963 : création du 17e Régiment du génie aéroporté à Castelsarrasin à partir des sapeurs parachutistes du Centre d'instruction du génie aéroporté et des deux compagnies de retour d'Algérie.
1971 : dissolution du régiment, les 1re et 2e compagnies de combat du génie aéroporté subsistent et sont rattachées respectivement au 1er Régiment de Hussards parachutistes et au 35e Régiment d'artillerie parachutiste devenus unités interarmes. Au sein de ces unités, les deux compagnies gardent leurs missions et leurs traditions "génie parachutiste".
1974 : recréation du 17e Régiment du génie aéroporté à Montauban (Tarn-et-Garonne).
1978 : le 17 change d'appellation et devient le 17e Régiment du génie parachutiste.

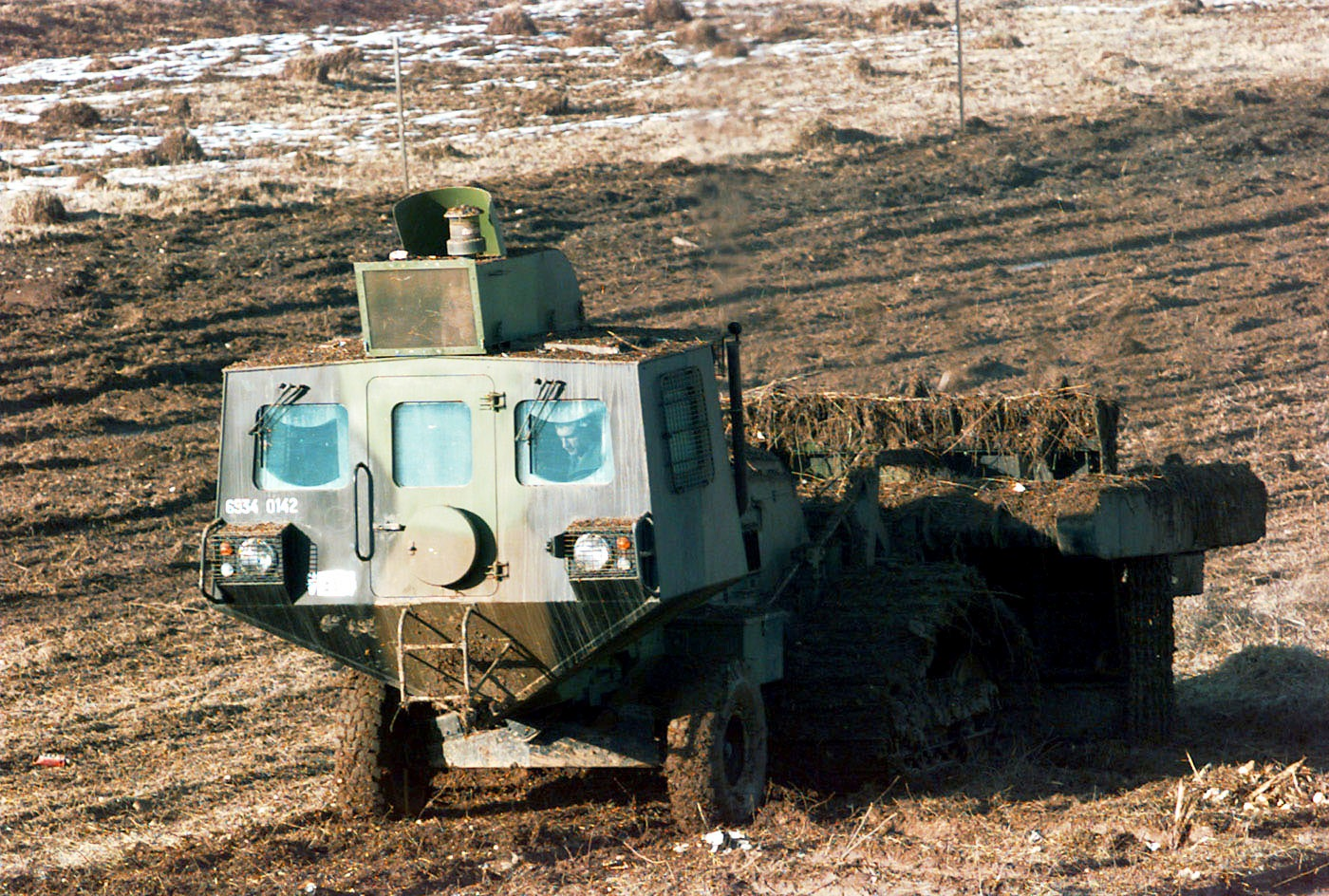
Un Aardvark JSFU du déminant à Butmir en Bosnie en 1997.

De 1975 à ce jour, le 17 participe à toutes les opérations extérieures de l'armée française sur les cinq continents.
Le 15 mars 2012, trois sapeurs parachutistes du 17e RGP sont attaqués près de leur caserne par le terroriste islamiste Mohammed Merah : deux sont tués, le troisième est très grièvement blessé.

## Missions
Le régiment assure au profit de la 11e brigade parachutiste toutes les missions spécifiques du génie dans un cadre d'emploi aéroporté, héliporté et mécanisé.

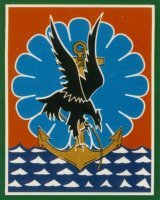
11e brigade parachutiste

### L'appui direct
- participation au combat de contact (combat interarmes, opérations aéroportées et héliportées, combat en milieu urbanisé ou confiné),
- aide au déploiement d'urgence (protection des unités, déminage, dépollution, dépiégeage de zones, approvisionnement en eau et en électricité, réalisation ou remise en état d'installations, missions d'aérodrome),
- appui à la mobilité (génie d'assaut, ouverture et maintien d'itinéraires, déminage, dépollution et dépiégeage de zones, reconnaissance et aménagement de terrain de poser d'assaut ou de largage à très faible hauteur). Ainsi en janvier 2013, lors de l'opération Serval au Mali, la section spécialisée du 17e RGP a été parachutée en urgence avec ses engins sur les aérodromes de Tombouctou et de Tessalit, permettant la remise en état des pistes rendues inutilisables par les rebelles, afin de rétablir le trafic aérien pour le déploiement rapide du dispositif des forces françaises.
- appui à la contre-mobilité (réalisation d'obstacles et de bandes minées antichar d'urgence, participation aux plans de la défense d'une zone aéroportuaire, détachement d'intervention du génie héliporté).

### L'appui général
- aide au déploiement, hors urgence (rétablissement et aménagement d'infrastructures opérationnelles, action de protection, de déminage et de dépollution) ;
- appui au retrait de la force, plus actions liées aux affaires civilo-militaires (restitution aux autorités locales et nationales des infrastructures occupées par les forces) ;
- appui au déplacement (mouvements stratégiques, rétablissement d'itinéraires et de plates-formes aéroportuaires).

Le 17e RGP disposait jusque dans les années 2000 de la dernière section utilisant des lance-flammes dans l’armée de Terre.

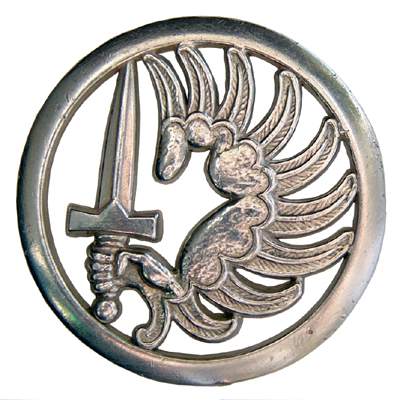
Insigne de béret des parachutistes métro et légion ("le bras armé de Saint-Michel")
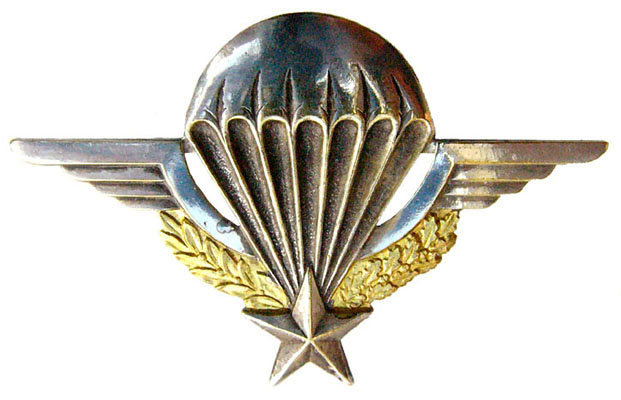
Brevet militaire de parachutiste de l'armée française

## Organisation

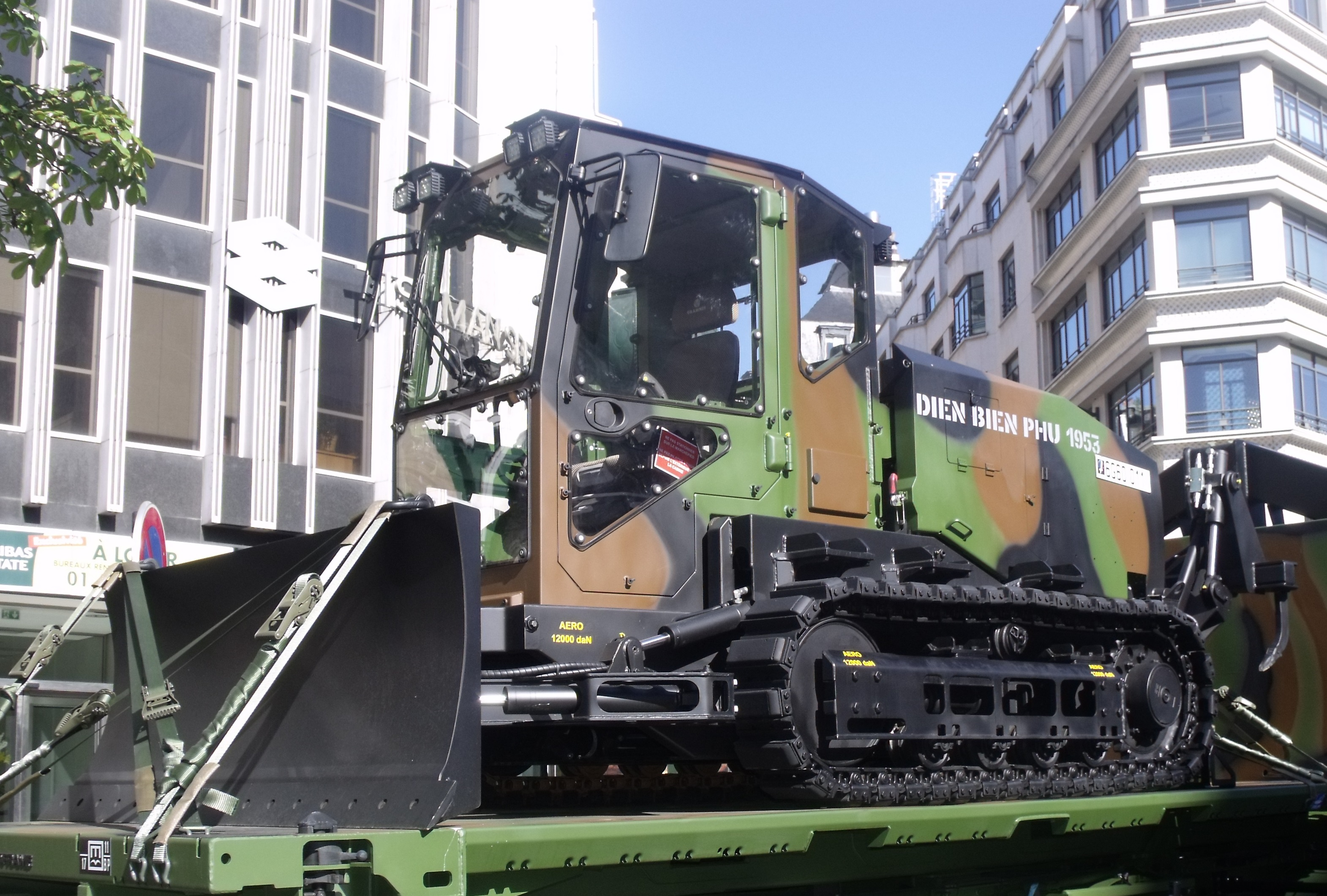
Un des six tracto-niveleur aérolargables (TNA) du 17e RGP, en service depuis décembre 2015. En photo (défilé du 14 juillet 2017 à Paris) : le TNA baptisé "Dien-Bien-Phu 1953" en souvenir de l'opération aéroportée "Castor" (17e compagnie parachutiste du génie d'Indochine du 17e BGAP).

Régiment de volontaires parachutistes, le 17e RGP est articulé en sept compagnies :
- compagnie de commandement et de logistique (CCL), dite la grise et blanche ;
- compagnie d'appui à l'engagement parachutiste (CAEP), dite la verte et amarante, regroupant les moyens d'organisation du terrain :
  - deux sections d'aide au déploiement d'urgence,
  - section d'aide à l'engagement parachutiste (section d'équipement de zone de poser : unique en Europe),
  - groupe de commandos parachutistes, dit Commando Guéniat, du nom d'un sous-officier mort en opération,
  - groupe d'étude de recherche et d'exploitation du renseignement (mines, munitions, explosifs),
  - section de plongeurs de combat du génie,
  - section de fouille opérationnelle spécialisée ;
- quatre compagnies de combat :
  - 1re compagnie, dite la bleue,
  - 2e compagnie, dite la rouge,
  - 3e compagnie, dite la jaune,
  - 4e compagnie, dite la verte, re-créée le 22 juin 2016 par le colonel Tricand de la Goutte.

La 4e compagnie avait été dissoute en 2003 par le capitaine Tricand de la Goutte. La recréation fut confiée au capitaine Renault.
- unité d'intervention de réserve (UIR) : 5e compagnie.

## Drapeau du régiment
Il porte, cousues en lettres d'or dans ses plis, les inscriptions suivantes, :
- Germersheim 1945[4],[5].
- AFN 1952-1962

## Décorations
La cravate du drapeau du 17e RGP est décorée de :
- la croix de guerre 1939-1945 avec une étoile de vermeil ;
- la croix de la valeur militaire avec sept citations dont quatre palmes :
  - 1980 et 1982 : Liban dans le cadre de la FINUL ;
  - 21 mai 2012 : Afghanistan dans le cadre de l'ISAF[6]) ;
  - 26 septembre 2024[7] ;
  - une étoile de vermeil dans le cadre de l'opération Serval au Mali (reçue en septembre 2014) ;
  - deux étoiles de bronze pour l'engagement du régiment de 2013 à 2015 dans la bande sahélo-saharienne (Burkina Faso, Mali, Mauritanie, Niger, Tchad) dans le cadre des opérations « Serval » puis « Barkhane » (reçue le 12 janvier 2018)[8],[9] ;
- la fourragère aux couleurs du ruban de la croix de la valeur militaire (16 avril 2012), dont il est la première unité décorée[10] ;
- la médaille d’honneur pour acte de courage et de dévouement, échelon bronze, 1952, pour ses opérations de sauvetage et de ravitaillement lors d'importantes inondations dans le Sud-Ouest de la France.

Les fanions des 1er, 2e et 3e compagnies de combat sont décorés comme suit :
- la croix de guerre des théâtres d'opérations extérieurs avec palme pour la 2 ;
- la croix de guerre des théâtres d'opérations extérieurs avec étoile de vermeil pour la 1 ;
- la croix de guerre des théâtres d'opérations extérieurs avec étoile de vermeil pour la 3[11].

La 1re section de sapeurs parachutistes, issue du 17e bataillon du génie aéroporté (17e BGAP), forme en 1948 en Algérie l'élément génie parachutiste du Groupement léger aéroporté (GLAP) destiné à l''Indochine (Hanoï). La section a été décorée de :
- la croix de guerre des théâtres d'opérations extérieurs avec palme.

## Marraine
Depuis 2012, le régiment a pour marraine Son Altesse Royale (SAR) la princesse Caroline de Monaco.

## Mascotte
La mascotte du régiment a d'abord été un aigle royal nommé "Bac Kan" en référence à la première participation du Génie parachutiste en Indochine lors de l'opération aéroportée "Léa" d'octobre 1947.
Depuis 2014 la mascotte est un pygargue à tête blanche nommé "Malizia", surnom de François Grimaldi (dit "François la Malice") qui au XIIIe siècle conquit le Rocher de Monaco et fut le fondateur de la dynastie des Grimaldi dont SAR la princesse Caroline de Monaco, Marraine du régiment, est princesse héréditaire.

## Saints patrons
- Saint-Michel, patron des parachutistes, fêté le 29 septembre ;
- Sainte-Barbe, patronne des sapeurs, fêtée le 4 décembre.

## Chants régimentaires

### L'Adieu suisse
Nous étions trop heureux, mon amie,

Nous avions trop d’espoir et d’amour,

Nous croyions nous aimer pour la vie, (bis)

Mais, hélas, les beaux jours sont si courts. (bis)

Le bonheur dure trop peu sur la terre !

Entends-tu tout là-bas le tambour ?

Mon doux cœur je m’en vais à la guerre, (bis)

Ne crains rien jusqu'à l’heure du retour. (bis)

L’ennemi a franchi nos frontières,

Il a pris nos maisons et nos champs.

Défendons le pays de nos pères, (bis)

Il faut vaincre ou mourir bravement. (bis)

Mes amis si Dieu veut que je meure,

Retirez cet anneau de mon doigt.

Portez-le à ma Mie qui me pleure, (bis)

Dites-lui : « cette bague est pour toi ! ». (bis)

### L'Écho du sapeur parachutiste
Sapeur parachutiste tu progresses loin là-bas,

En avant toujours prêt au combat,

En terres ennemies déjouant pièges et mines

Pour toujours le courage t’anime.

(Refrain)

Des rizières de l’Asie

Aux sables d'Arabie,

Partout, partout on salue notre ardeur,

Des hauteurs des Balkans

Aux vallées du Liban

Sapeur, Sapeur suis et Para demeure.

Parcourant le désert du Tchad

À l’immense horizon

Enthousiaste à remplir la mission,

Sur la terre africaine, sur la piste minée

La patience est ta fidèle alliée.

Tourné vers l’avenir, fidèle à ton glorieux passé,

Ton Drapeau fait toute ta fierté,

Germersheim, Indochine, Hommage à tes Anciens,

Derrière eux tu poursuis le chemin.

## Insigne
L'insigne régimentaire (en haut de cette page) a été conçu en 1948 pour le 17e Bataillon du génie aéroporté, et succède à celui du 17e Bataillon du génie, unité génie parachutiste de la 25e Division aéroportée créée en 1946 en Algérie.
La table d’attente est un écu français moderne, crénelé d'argent en chef, émaillé d’azur. Dans le milieu, une coupole de parachute émaillée d’hermine. Au centre, deux ailes d’argent, dépassant en dextre et en senestre. Brochant sur le tout, en cœur, un corselet et un pot-en-tête d’or. En abîme, les bras d’une ancre d’argent.
Cet insigne fait référence :
- le fond bleu rappelle la couleur du béret des parachutistes métropolitains portés en 1948 ;
- les créneaux évoquent les missions de construction, de fortification et de protection offensives et défensives propres à l’Arme du Génie ;
- la cuirasse et le casque de Sapeur sont les attributs traditionnels de l’Arme du Génie ; ils rappellent le corselet et le pot-en-tête de protection (contre le feu de l'ennemi et les explosifs) des ingénieurs militaires sous Louis XIV ; ces attributs constituèrent leur insigne à partir de 1775 sous Louis XVI ;
- l'ancre à une double valeur : l’ancre des pontonniers évoquant la mission de franchissement, et l’ancre coloniale héritée du 17e Régiment colonial du génie ;
- les marques du Génie d’assaut aéroporté sont représentées par le parachute et les demi-vols empruntés au brevet militaire de parachutiste. Ils évoquent les moyens permettant au régiment de rejoindre rapidement ses zones d’actions : aéroportage et aérotransport.

## Amicale du17eRGP (site)
- https://amicale17rgp.fr Site de l'Amicale - Régiment - Marraine - Traditions - Garnison - Morts pour la France - Attentat du 15 mars - Rejoindre le 17e RGP - Photos...